# Rally La Vila Joiosa de 2009
El Rally La Vila Joiosa de 2009 fue la 19.ª edición del rally y la primera ronda de la temporada 2009 del Campeonato de España de Rally. Se celebró entre el 27 y el 28 de marzo y contó con un itinerario de once tramos sobre asfalto que sumaban un total de 186,48 km cronometrados.

## Clasificación final
| Pos. | Piloto                | Copiloto            | Automóvil                | Tiempo    | Diferencia |
| ---- | --------------------- | ------------------- | ------------------------ | --------- | ---------- |
| 1.   | Miguel Ángel Fuster   | José Vicente Medina | Porsche 997 GT3 RS 3.6   | 1:55:54.3 | 0.0        |
| 2.   | Xavi Pons             | Álex Haro           | Mitsubishi Lancer Evo X  | 1:55:57.7 | +3.4       |
| 3.   | Manuel Aviñó          | Ignacio Aviñó       | Porsche 997 GT3 RS 3.6   | 1:56:09.8 | +15.5      |
| 4.   | Enrique García Ojeda  | Jordi Barrabés      | Subaru Impreza STi       | 1:58:51.2 | +2:56.9    |
| 5.   | Xabier Lújua          | José Jacinto Burgos | Mitsubishi Lancer Evo IX | 2:00:56.3 | +5:02.0    |
| 6.   | Santiago Carnicer     | Abel Blázquez       | Renault Mégane Maxi      | 2:01:00.0 | +5:05.7    |
| 7.   | Alberto Monarri       | Alberto Chamorro    | Mitsubishi Lancer Evo IX | 2:01:22.2 | +5:27.9    |
| 8.   | Fran Cima             | Alejandro Noriega   | Renault Clio R3          | 2:02:35.2 | +6:40.9    |
| 9.   | Miguel Arias          | Roberto Arias       | Renault Clio R3          | 2:02:59.4 | +7:05.1    |
| 10.  | Jonathan Pérez Suárez | Enrique Velasco     | Renault Clio R3          | 2:03:59.5 | +8:05.2    |